# المشقرة (بعدان)

تعديل مصدري - تعديل

المشقرة محلة تابعة لقرية بيت الجديد، التابعة لعزلة سير بمديرية بعدان إحدى مديريات محافظة إب في الجمهورية اليمنية، بلغ تعداد سكانها 63 حسب تعداد اليمن لعام 2004.